# Patrik Carnbäck
Jan Patrik «Carna» Carnbäck (Gotemburgo, 1 de febrero de 1968) es un exjugador de hockey sobre hielo sueco, que durante su carrera activa entre 1986 y 2003 disputó un total de 154 partidos en la National Hockey League (NHL) con los Canadiens de Montréal y los Mighty Ducks of Anaheim en la posición de extremo derecho. Además, Carnbäck jugó otros 460 partidos con su club de origen, el Västra Frölunda, en la Elitserien sueca, con el que ganó el campeonato sueco en el año 2003.

## Carrera
Patrik Carnbäck comenzó su carrera a los ocho años en el IFK Bäcken, un club de los suburbios de su ciudad natal, Gotemburgo. En el verano de 1986, el delantero se trasladó al Västra Frölunda. Allí jugó como extremo zurdo hasta 1992 en la Elitserien, la liga de primera división, o hasta el ascenso en la primavera de 1989 en la División 1, la segunda liga más alta de Suecia. En su primer año en la Elitserien, durante la temporada 1989/90, Carnbäck ocupó el segundo lugar en la tabla de puntuaciones con 54 puntos y fue elegido mejor novato de la liga, superando a Mats Sundin. Ya en el NHL Entry Draft 1988, el sueco había sido seleccionado en la sexta ronda en el puesto 125 por los Canadiens de Montréal de la National Hockey League (NHL).
En el verano de 1992, Carnbäck decidió mudarse al continente de América y aceptó una oferta de los Canadiens. Durante un año, jugó casi exclusivamente para el equipo filial Fredericton Canadiens en la American Hockey League (AHL). En la temporada 1993/94, fue transferido junto con Todd Ewen a los Mighty Ducks of Anaheim a cambio de una elección de tercera ronda en el NHL Entry Draft 1994. Carnbäck jugó casi tres años en la NHL con los Mighty Ducks. Justo antes del final de la temporada 1995/96, el delantero se trasladó a Alemania para unirse a los Kölner Haie, donde también jugó la temporada siguiente. En el verano de 1997, regresó a su club de origen, Västra Frölunda, y jugó allí hasta que se retiró tras ganar el campeonato sueco en 2003.

### Internacional
Principalmente al inicio de su carrera, Carnbäck fue un miembro regular del equipo nacional de Suecia. Después de jugar en varios torneos juveniles con las selecciones menores, participó por primera vez en grandes torneos con el equipo principal en 1992. En los Juegos Olímpicos de Invierno, el equipo sueco ocupó el quinto lugar, pero poco después ganó el título mundial. En la final contra Finlandia, Carnbäck fue nombrado mejor jugador. En el campeonato mundial de 1994, ganó la medalla de bronce con el equipo, después de lo cual ya no fue considerado para la selección.

## Logros y reconocimientos
- 1989 Ascenso a la Elitserien con Västra Frölunda.
- 1990 Årets nykomling.
- 1996 Subcampeón alemán con los Kölner Haie.
- 2000 Participación en el Elitserien All-Star-Game.
- 2003 Campeón sueco con Västra Frölunda. [7]

### Internacional
- 1992 Medalla de oro en el campeonato mundial.[7]
- 1994 Medalla de bronce en el campeonato mundial.[7]

## Estadísticas de carrera

### Internacional
Representó a Suecia en:
- Campeonato Mundial Junior 1988[7]
- Juegos Olímpicos de Invierno 1992[7]
- Campeonato Mundial 1992[7]
- Campeonato Mundial 1994 [7]

(Leyenda de las estadísticas de los jugadores: Sp o GP = partidos jugados; T o G = goles marcados; V o A = asistencias marcadas; Pkt o Pts = puntos anotados; SM o PIM = minutos de penalti recibidos; +/- = balance más/menos; PP = goles marcados; SH = goles marcados; GW = goles marcados; 1 play-downs/relegation; cursiva: estadísticas no completas)